# 库朗日拉维讷斯
库朗日拉维讷斯（法語：Coulanges-la-Vineuse，法語發音：[kulɑ̃ʒ la vinøz]）是法国勃艮第-弗朗什-孔泰大区约讷省的一个市镇，属于欧塞尔区。

## 地理
库朗日拉维讷斯（47°42'2"N, 3°34'52"E）面积10.59 平方千米，位于法国勃艮第-弗朗什-孔泰大區约讷省，该省份为法国中北部内陆省份，西接卢瓦雷省，西北接塞纳-马恩省，南至涅夫勒省，东临科多尔省，东北与奥布省接壤。
与库朗日拉维讷斯接壤的市镇（或旧市镇、城区）包括：埃科利沃圣卡米耶、瓦勒德梅尔西、瑞西、米热、万塞勒。

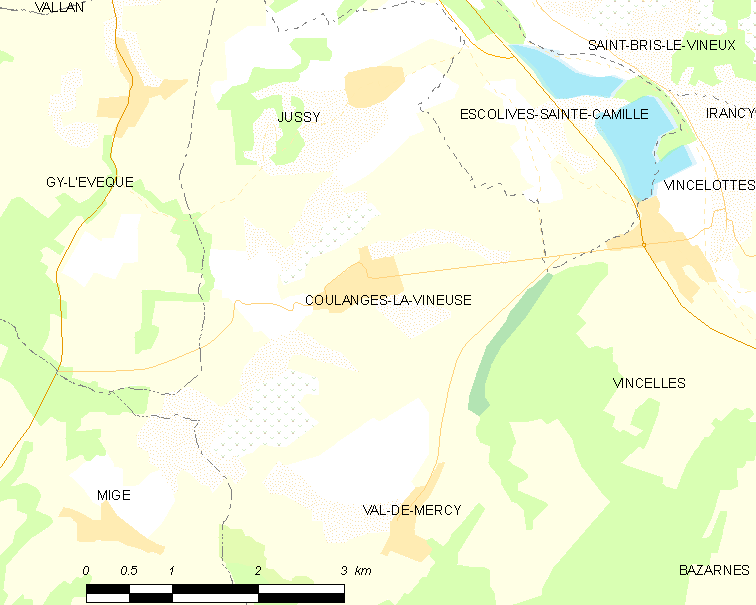
库朗日拉维讷斯的OSM定位图

库朗日拉维讷斯的时区为UTC+01:00、UTC+02:00（夏令时）。

## 行政
库朗日拉维讷斯的邮政编码为89580，INSEE市镇编码为89118。

## 政治
库朗日拉维讷斯所属的省级选区为万塞勒县。

## 人口

1962-2008年间库朗日拉维讷斯人口变化图示

库朗日拉维讷斯于2022年1月1日时的人口数量为787人。